# The Beatles’ 1964 World Tour
The Beatles’ 1964 World Tour – druga trasa koncertowa grupy muzycznej The Beatles; w jej trakcie odbyło się dwadzieścia siedem koncertów.
1. 4 czerwca 1964 – Kopenhaga, Dania – KB Hallen
2. 6 czerwca 1964 – Blokker, Holandia – Vellinghal
3. 10 czerwca 1964 – Hongkong, Princess Theatre
4. 12 czerwca 1964 – Adelaide, Australia – Centennial Hall
5. 13 czerwca 1964 – Adelaide, Australia - Centennial Hall
6. 15 czerwca 1964 – Melbourne, Australia - Festival Hall
7. 16 czerwca 1964 – Melbourne, Australia - Festival Hall
8. 17 czerwca 1964 – Melbourne, Australia - Festival Hall
9. 18 czerwca 1964 – Sydney, Australia – Sydney Stadium
10. 19 czerwca 1964 – Sydney, Australia - Sydney Stadium
11. 22 czerwca 1964 – Wellington, Australia – Wellington Town Hall
12. 23 czerwca 1964 – Wellington, Australia - Wellington Town Hall
13. 24 czerwca 1964 – Auckland, Nowa Zelandia – Auckland Town Hall
14. 25 czerwca 1964 – Auckland, Nowa Zelandia - Auckland Town Hall
15. 26 czerwca 1964 – Dunedin, Nowa Zelandia – Dunedin Town Hall
16. 27 czerwca 1964 – Christchurch, Nowa Zelandia – Majestic Theatre
17. 29 czerwca 1964 – Brisbane, Australia – Brisbane Festival Hall
18. 30 czerwca 1964 – Brisbane, Australia - Brisbane Festival Hall
19. 12 lipca 1964 – Brighton, Anglia – Hippodrome Theatre
20. 19 lipca 1964 – Blackpool, Anglia – ABC Cinema
21. 23 lipca 1964 – Londyn, Anglia – London Palladium
22. 26 lipca 1964 – Blackpool, Anglia – Blackpool Opera House
23. 28 lipca 1964 – Sztokholm, Szwecja – Johanneshovs Isstadion
24. 29 lipca 1964 – Sztokholm, Szwecja - Johanneshovs Isstadion
25. 2 sierpnia 1964 – Bournemouth, Anglia - Gaumont
26. 9 sierpnia 1964 – Scarborough, Anglia – Futurist Theatre
27. 16 sierpnia 1964 – Blackpool, Anglia - Blackpool Opera House

Z powodu hospitalizacji Ringo Starra na koncertach od 4 do 13 czerwca na perkusji z The Beatles grał Jimmie Nicol.